# Amphibienlaichgebiete von nationaler Bedeutung im Kanton Tessin
Hier sind alle Amphibienlaichgebiete von nationaler Bedeutung im Kanton Tessin aufgelistet. Diese Amphibienlaichgebiete im Kanton Tessin sind in der Schweiz durch Bundesverordnung geschützt und Teil des Bundesinventars der Amphibienlaichgebiete von nationaler Bedeutung (französisch Inventaire fédéral des sites de reproduction de batraciens d’importance nationale, italienisch Inventario federale dei siti di riproduzione di anfibi di importanza nazionale, romanisch Inventari federal dals territoris da frega d’amfibis d’impurtanza naziunala). Die Europäische Umweltagentur (European Environment Agency) koordiniert die Daten der europäischen Mitglieder. Die inventarisierten Amphibienlaichgebiete der Schweiz führen in der internationalen Datenbank den Code «CH05».

## IUCN-Kategorie
Die Amphibienlaichgebiete von nationaler Bedeutung in der Schweiz sind in der IUCN-Kategorie IV registriert. Diese umfasst Biotop- und Artenschutzgebiete mit einem Management, das ein gezieltes Monitoring und regelmässige Eingriffe zur Erhaltung des Schutzgebietes vorsieht, wie beispielsweise zur Verhinderung der Verbuschung und Verwaldung.

## Schutzziele
Ziel der Amphibienlaichgebiete-Verordnung (AlgV) ist der Artenschutz von Amphibien. Diese sind seit 1967 bundesrechtlich geschützt und gehören zu den am stärksten gefährdeten Artengruppen des Landes. Die Gebiete sind zudem offiziell ausgewiesene Schutzgebiete in Natur- und Landschaftsschutz. Die Aufstellung entspricht der Common Database on Designated Areas der Europäischen Umweltagentur (EEA). Die letzte Aufnahme eines Gebiets erfolgte 2017. Die nationale Quelle findet sich nach Kantonen sortiert im PDF-Format für jedes einzelne Objekt beim Bundesamt für Umwelt (BAFU). Die ZIP-Datei ist downloadbar.

## Liste der Amphibienlaichgebiete
| Objekt (Swisstopo) | Gebietsname Lokalität            | Standort- gemeinde(n)                       | CDDA- Sitecode    | Fläche in ha                | Koordinate                                | Jahr der Ausweisung                       | Bild                                      |
| ------------------ | -------------------------------- | ------------------------------------------- | ----------------- | --------------------------- | ----------------------------------------- | ----------------------------------------- | ----------------------------------------- |
| TI2                | Laghetto d’Orbello               | Arbedo-Castione                             | 348238            | 6,48                        | ⊙                                         | 2001                                      | Bild gesucht BW                           |
| TI5                | Ciossa Antognini                 | Cadenazzo, Cugnasco-Gerra, Gudo, Locarno    | 348275            | 78,04                       | ⊙                                         | 2001, rev. 2017                           | Bild gesucht BW                           |
| TI8                | Vigna lunga-Trebbione            | Gudo                                        | 348276            | 59,33                       | ⊙                                         | 2001, rev. 2017                           | Bild gesucht BW                           |
| TI10               | Stagno di Progero                | Gudo                                        | 348257            | 9,41                        | ⊙                                         | 2001, rev. 2017                           | Bild gesucht BW                           |
| TI12               | Malcantone                       | Gudo                                        | 348259            | 31,57                       | ⊙                                         | 2001, rev. 2017                           | Bild gesucht BW                           |
| TI16               | Isola Sgraver                    | TI: Lumino GR: San Vittore                  | 348230            | 22,20 (GR: 11,10 TI: 11,10) | ⊙                                         | 2001                                      | Bild gesucht BW                           |
| TI19               | Stagno Motto della Costa         | Monteceneri                                 | 348233            | 27,59                       | ⊙                                         | 2001, rev. 2017                           | Bild gesucht BW                           |
| TI21               | Canale Demanio                   | Cadenazzo, Gudo, Sant'Antonino              | 348243            | 58,00                       | ⊙                                         | 2001, rev. 2017                           | Bild gesucht BW                           |
| TI34               | Bolla di Loderio                 | Biasca, Serravalle                          | 348266            | 48,84                       | ⊙                                         | 2001, rev. 2017                           | Bild gesucht BW                           |
| TI114              | Cassina di Lago                  | Quinto                                      | 348258            | 8,76                        | ⊙                                         | 2001                                      | Bild gesucht BW                           |
| TI127              | Belladrum                        | Ascona, Losone                              | 347955            | 9,72                        | ⊙                                         | 2007                                      | Bild gesucht BW                           |
| TI139              | Pescicoltura Golino              | Centovalli                                  | 348260            | 2,15                        | ⊙                                         | 2001, rev. 2017                           | Bild gesucht BW                           |
| TI147              | Lanche Al Pizzante               | Cugnasco-Gerra, Locarno                     | 555597028         | 85,95                       | ⊙                                         | 2001, rev. 2017                           | Bild gesucht BW                           |
| TI152              | Bolle di Magadino                | Gamgarogno, Gordola, Locarno, Tenero-Contra | 348237            | 446,27                      | ⊙                                         | 2001, rev. 2017                           |                                           |
| TI153              | Barbescio-Bolletina Lunga        | Losone                                      | 348235            | 7,29                        | ⊙                                         | 2001, rev. 2007                           | Bild gesucht BW                           |
| TI158              | Piano di Arbigo                  | Losone                                      | 348252            | 35,10                       | ⊙                                         | 2001                                      | Bild gesucht BW                           |
| TI161              | Bolle di Mondrigo                | Losone                                      | 348231            | 5,28                        | ⊙                                         | 2001                                      | Bild gesucht BW                           |
| TI171              | Stagno Paron                     | Gambarogno                                  | 348232            | 4,47                        | ⊙                                         | 2001, rev. 2017                           | Bild gesucht BW                           |
| TI190              | Stagno Figino-Cásoro             | Lugano                                      | 348234            | 7,65                        | ⊙                                         | 2001                                      | Bild gesucht BW                           |
| TI193              | Cava Rivaccia                    | Bedigliora                                  | 348244            | 4,43                        | ⊙                                         | 2001                                      | Bild gesucht BW                           |
| TI195              | Stagno Agra                      | Cademario                                   | 348236            | 10,38                       | ⊙                                         | 2001                                      | Bild gesucht BW                           |
| TI199              | Gola di Lago                     | Capriasca, Monteceneri                      | 348228            | 34,41                       | ⊙                                         | 2001                                      | Bild gesucht BW                           |
| TI200              | Laghetto                         | Monteceneri                                 | 348239            | 0,51                        | ⊙                                         | 2001                                      | Bild gesucht BW                           |
| TI201              | Lago di Lugano a Cantonetto      | Castano                                     | 348240            | 2,09                        | ⊙                                         | 2001                                      | Bild gesucht BW                           |
| TI202              | Cava Gere Croglio                | Croglio                                     | 348241            | 0,54                        | ⊙                                         | 2001. rev. 2017                           | Bild gesucht BW                           |
| TI209              | Ressiga                          | Monteggio                                   | 348242            | 1,30                        | ⊙                                         | 2001, rev. 2017                           | Bild gesucht BW                           |
| TI211              | Bosco Agnuzzo                    | Collina d'Oro, Muzzano                      | 348269            | 6,18                        | ⊙                                         | 2001                                      | Bild gesucht BW                           |
| TI212              | Palude San Giorgio               | Agno, Neggio                                | 347907            | 6,51                        | ⊙                                         | 2007                                      | Bild gesucht BW                           |
| TI215              | Lago d’Origlio                   | Origlio                                     | 347958            | 13,77                       | ⊙                                         | 2007, rev. 2017                           | Bild gesucht BW                           |
| TI223              | Pozza a est di Motto             | Sessa                                       | 348295            | 2,06                        | ⊙                                         | 2001, rev. 2017                           | Bild gesucht BW                           |
| TI228              | Bolle di S. Martino              | Cureglia, Vezia                             | 348254            | 6,77                        | ⊙                                         | 2001                                      | Bild gesucht BW                           |
| TI232              | Stagno Avra                      | Castel San Pietro                           | 348281            | 0,24                        | ⊙                                         | 2001, rev. 2017                           | Bild gesucht BW                           |
| TI233              | Pozza Bosco Penz                 | Chiasso                                     | 348282            | 0,42                        | ⊙                                         | 2001, rev. 2017                           | Bild gesucht BW                           |
| TI234              | Stagni Campagna Seseglio         | Chiasso                                     | 348283            | 19,63                       | ⊙                                         | 2001                                      | Bild gesucht BW                           |
| TI236              | Pozza Moreggi Pedrinate          | Chiasso                                     | 348284            | 0,57                        | ⊙                                         | 2001                                      | Bild gesucht BW                           |
| TI238              | Stagno Pra Vicc                  | Mendrisio                                   | 348285            | 2,11                        | ⊙                                         | 2001, rev. 2017                           | Bild gesucht BW                           |
| TI239              | Prato Grande                     | Mendrisio, Novazzano                        | 348296            | 4,47                        | ⊙                                         | 2001, rev. 2017                           | Bild gesucht BW                           |
| TI241              | Stagno Roggio                    | Mendrisio                                   | 348287            | 0,74                        | ⊙                                         | 2001                                      | Bild gesucht BW                           |
| TI243              | Pra Coltello                     | Novazzano                                   | 348279            | 17,97                       | ⊙                                         | 2001, rev. 2017                           | Bild gesucht BW                           |
| TI250              | Meandri del Laveggio e Colombera | Mendrisio, Stabio                           | 348289            | 24,28                       | ⊙                                         | 2001, rev. 2017                           | Bild gesucht BW                           |
| TI252              | Cava Boschi                      | Stabio                                      | 348290            | 2,16                        | ⊙                                         | 2001, rev. 2017                           | Bild gesucht BW                           |
| TI258              | Lanche di Iragna                 | Iragna                                      | 348291            | 32,93                       | ⊙                                         | 2001                                      | Bild gesucht BW                           |
| TI263              | Stagno Campi Grandi              | Lodrino                                     | 348292            | 0,61                        | ⊙                                         | 2001                                      | Bild gesucht BW                           |
| TI284              | Laghetto Pianca                  | Maggia                                      | 348293            | 2,10                        | ⊙                                         | 2001                                      | Bild gesucht BW                           |
| TI285              | Lago di Masnee                   | Maggia                                      | 348294            | 0,86                        | ⊙                                         | 2001                                      | Bild gesucht BW                           |
| TI306              | Scairolo Vecchio                 | Collina d'Oro                               | 347998            | 0,56                        | ⊙                                         | 2007                                      | Bild gesucht BW                           |
| TI308              | Pian Gallina                     | Porza                                       | 348271            | 1,71                        | ⊙                                         | 2001, rev. 2017                           | Bild gesucht BW                           |
| TI323              | Lanca Saligin                    | Maggia                                      | 348288            | 68,32                       | ⊙                                         | 2001, rev. 2017                           | Bild gesucht BW                           |
| TI333              | Campi Grandi                     | Lodrino                                     | 347973            | 8,55                        | ⊙                                         | 2007                                      | Bild gesucht BW                           |
| TI334              | Pozza Monzell                    | Biasca, Iragna                              | 348286            | 0,60                        | ⊙                                         | 2001                                      | Bild gesucht BW                           |
| TI335              | Cava Motto Grande                | Camorino                                    | 348263            | 2,84                        | ⊙                                         | 2001                                      | Bild gesucht BW                           |
| TI336              | Valle della Motta                | Coldrerio, Novazzano                        | 348264            | 19,45                       | ⊙                                         | 2001, rev. 2017                           | Bild gesucht BW                           |
| TI337              | Basciocca (ovest)                | Giubiasco, Sementina                        | 348265            | 2,76                        | ⊙                                         | 2001, rev. 2017                           | Bild gesucht BW                           |
| TI339              | Stagni San Giorgio               | Morbio Inferiore                            | 347997            | 0,80                        | ⊙                                         | 2007                                      | Bild gesucht BW                           |
| TI343              | Stagno Guana                     | Mendrisio                                   | 348267            | 0,72                        | ⊙                                         | 2001, rev. 2017                           | Bild gesucht BW                           |
| TI345              | Gole della Breggia               | Castel San Pietro                           | 555597029         | 3,15                        | ⊙                                         | 2017                                      | Bild gesucht BW                           |
| TI347              | Pre Murin                        | Mendrisio                                   | 348268            | 29,39                       | ⊙                                         | 2001                                      | Bild gesucht BW                           |
| TI352              | Valle della Motta/Ai Prati       | Novazzano                                   | 348278            | 3,82                        | ⊙                                         | 2001                                      | Bild gesucht BW                           |
| TI362              | Rompiga                          | Grancia, Lugano                             | 348270            | 6,51                        | ⊙                                         | 2001                                      | Bild gesucht BW                           |
| TI373              | Santa Maria                      | Gudo                                        | 347954            | 10,20                       | ⊙                                         | 2007, rev. 2017                           | Bild gesucht BW                           |
| TI375              | Delta della Maggia               | Ascona, Locarno                             | 348262            | 26,48                       | ⊙                                         | 2001                                      | Bild gesucht BW                           |
| TI376              | Vigna                            | Mendrisio                                   | 348272            | 5,22                        | ⊙                                         | 2001, rev. 2017                           | Bild gesucht BW                           |
| TI378              | Torrazza-Pra Signora             | Novazzano                                   | 348273            | 1,83                        | ⊙                                         | 2001                                      | Bild gesucht BW                           |
| TI379              | Dosso dell’Ora-Dosso Bello       | Castel San Pietro                           | 348274            | 3,53                        | ⊙                                         | 2001                                      | Bild gesucht BW                           |
| TI387              | Canton del Marcio                | Locarno                                     | 348028            | 3,24                        | ⊙                                         | 2007, rev. 2017                           | Bild gesucht BW                           |
| TI464              | Ca del Boscat                    | Stabio                                      | 347996            | 0,19                        | ⊙                                         | 2007                                      | Bild gesucht BW                           |
| 66                 | Objekte insgesamt                | Objekte insgesamt                           | Objekte insgesamt | 1'352,01                    | ha Gesamtfläche der Amphibienlaichgebiete | ha Gesamtfläche der Amphibienlaichgebiete | ha Gesamtfläche der Amphibienlaichgebiete |

## Belege
1. ↑  Designation type: Bundesinventar der Amphibienlaichgebiete von nationaler Bedeutung. European Environment Agency, abgerufen am 10. November 2022.
2. ↑  CDDA-Datenbank
3. ↑  Amphibienlaichgebiete-Inventar: Objektbeschreibungen. In: BAFU: Bundesamt für Umwelt. 2017, abgerufen am 31. August 2022.

- Karte mit allen Koordinaten:
- OSM |
- WikiMap